# James Davies (ciclista nascido em 1906)
James Arthur "Jim" Davies (8 de janeiro de 1906 — 11 de julho de 1999) foi um ciclista canadense que participava em competições de  pista. Ele representou o Canadá nos Jogos Olímpicos de Verão de 1928, em Amsterdã.